# Polystichum microchlamys
Polystichum microchlamys är en träjonväxtart som först beskrevs av Christ., och fick sitt nu gällande namn av Matsumura. Polystichum microchlamys ingår i släktet Polystichum och familjen Dryopteridaceae. Inga underarter finns listade.